# Crouy-sur-Cosson
 Crouy-sur-Cosson  es una población y comuna francesa, en la región de Centro, departamento de Loir y Cher, en el distrito de Blois y cantón de Bracieux.

## Demografía
| 416 | 438 | 404 | 461 | 471 | 472 |
| Para los censos de 1962 a 1999 la población legal corresponde a la población sin duplicidades (Fuente: INSEE [Consultar]) |     |     |     |     |     |